# Olaia
A olaia ou árvore-de-judas ou ainda pata-de-vaca (Cercis siliquastrum) é uma árvore pequena com 10 a 15 m de altura, nativa do sul da Europa e sudoeste asiático, comum na Península Ibérica, sul de França, Itália, Grécia e Ásia Menor, que forma uma árvore baixa com uma copa achatada. No início da primavera, fica coberta com uma profusão de flores arroxeadas, que aparecem antes das folhas. As folhas são reniformes e caducas. As flores são comestíveis e têm um sabor acidulado. Podem ser comidas em saladas. A árvore era frequentemente incluída em herbários dos séculos XVI e XVII.
Diz-se que foi nesta árvore pequena e com poucos ramos que Judas Iscariotes se enforcou após ter traído Cristo, mas o seu nome poderá também derivar de "árvore da Judeia", nome da região onde a árvore era vulgar.

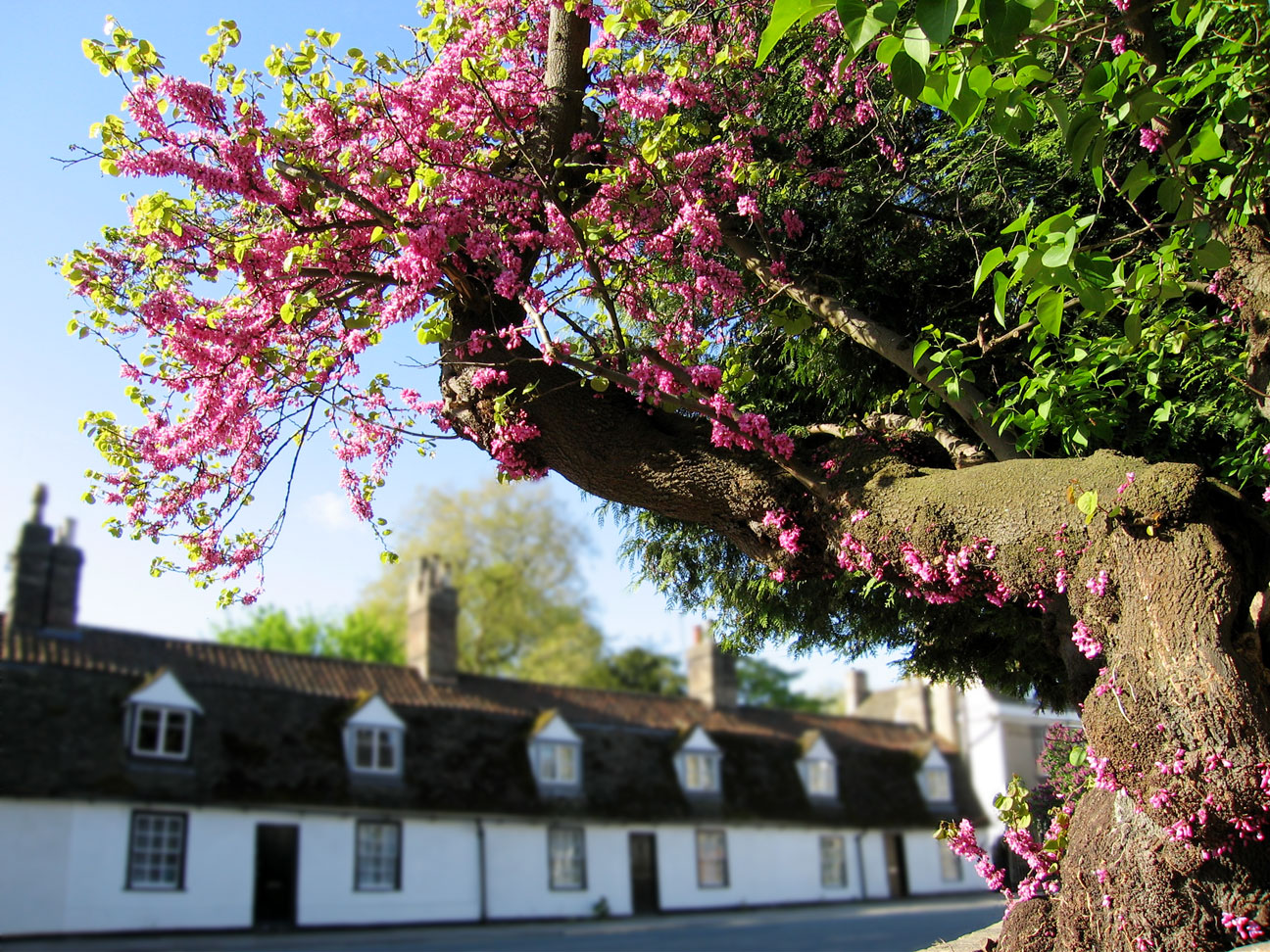
As flores por vezes nascem directamente do tronco
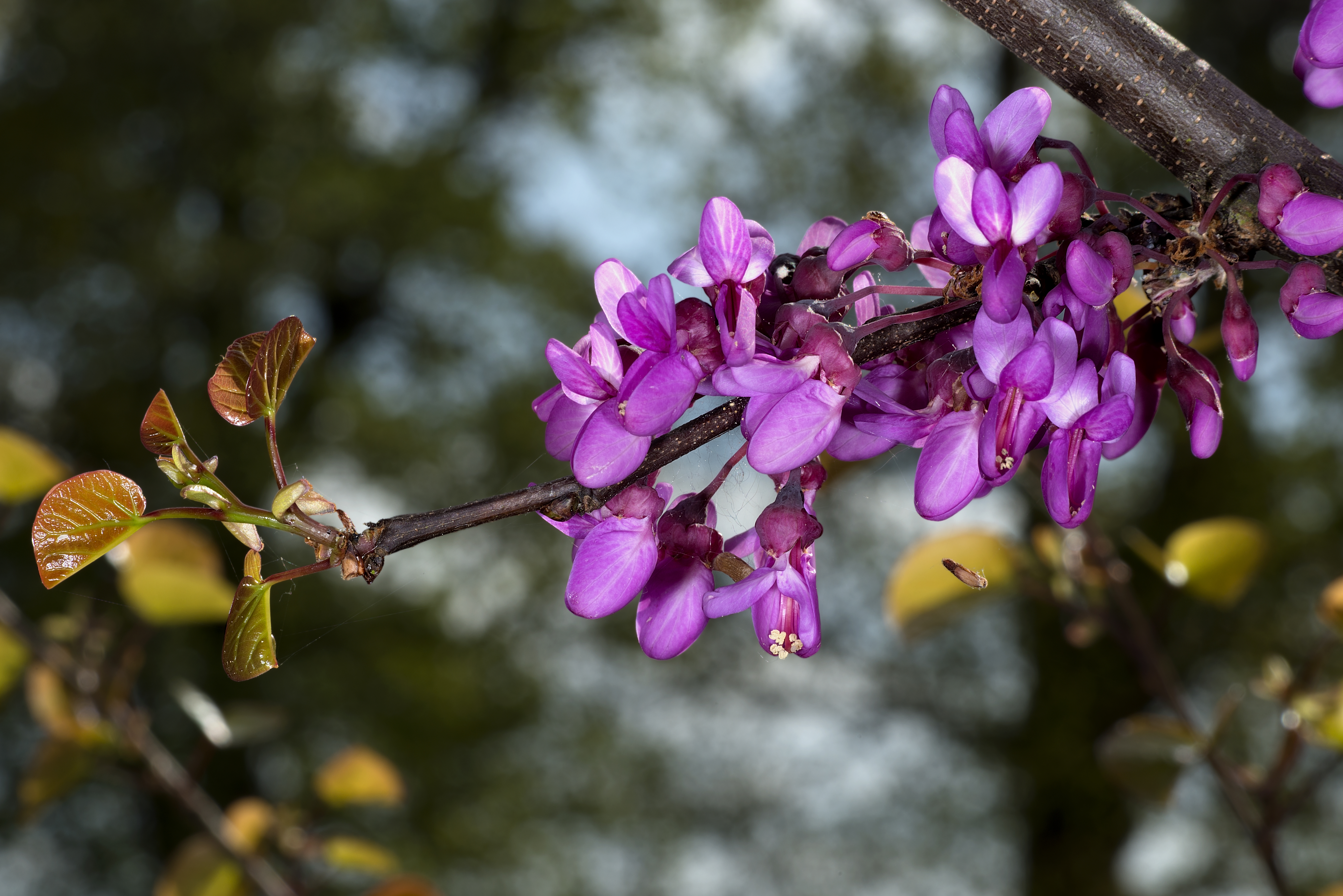
Ramo com flores
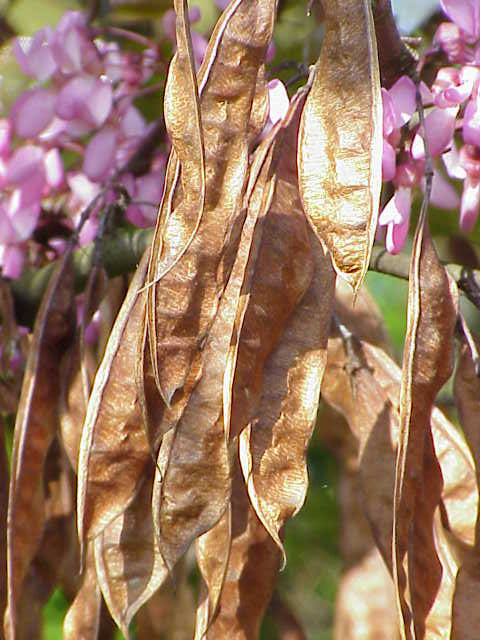
Vagens secas
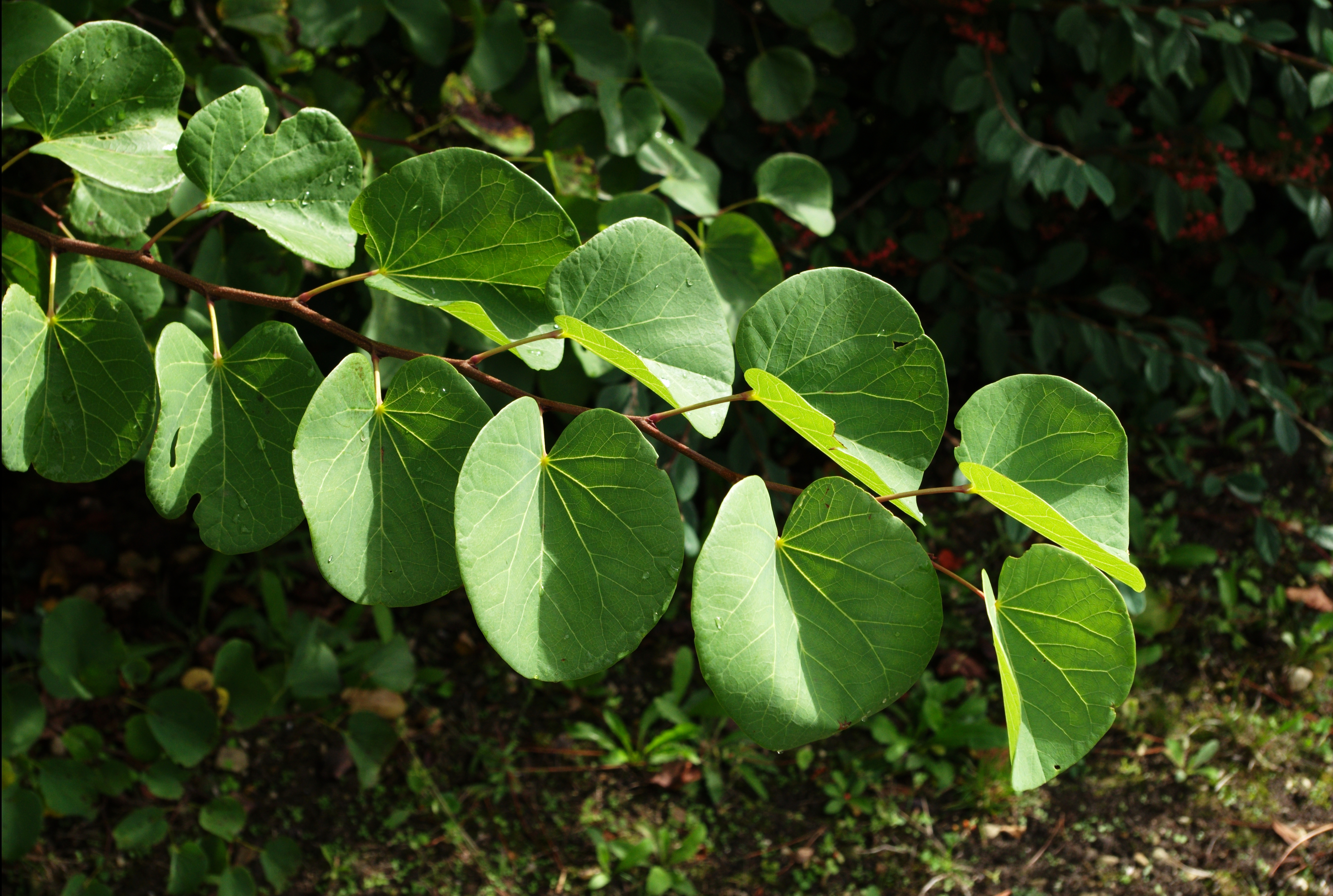
Folhas
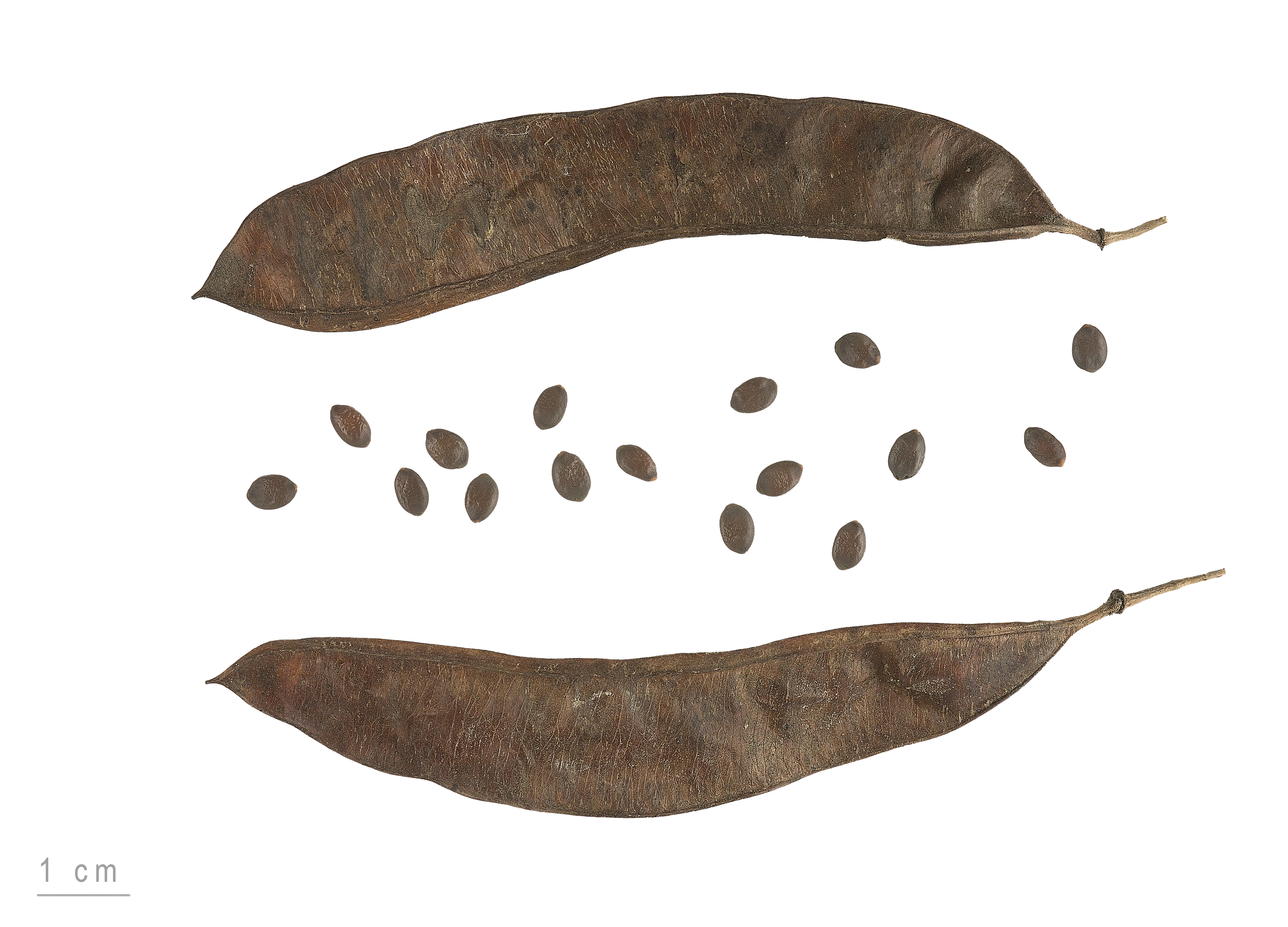
Cercis siliquastrum - MHNT